# Kasa albo życie
Kasa albo życie (ang. Stealing Harvard) – kanadyjsko-amerykańska komedia z 2002 roku w reżyserii Bruce McCulloch.

## Opis fabuły
John (Jason Lee) kiedyś obiecał, że zapłaci za studia swojej siostrzenicy. Gdy dziewczyna dostaje się na Harvard, musi on dotrzymać słowa. Zwraca się o pomoc do swojego przyjaciela, Duffa (Tom Green). Ten zaś przekonuje go, że jedynym sposobem na pozyskanie szybko pieniędzy jest zorganizowanie napadu.

## Obsada
- Jason Lee jako John Plummer
- Tom Green jako Walter P. "Duff" Duffy
- Leslie Mann jako Elaine Warner
- Dennis Farina jako pan Warner
- Richard Jenkins jako Emmett Cook
- John C. McGinley jako detektyw Charles
- Tammy Blanchard jako Noreen Plummer
- Megan Mullally jako Patty Plummer
- Zeus jako pies Rex
- Chris Penn jako David Loach
- Seymour Cassel jako Uncle Jack
- Ken Magee jako Butcher
- Martin Starr jako Liquor Store Kid
- Mary Gillis jako mama Duffa
- Bruce McCulloch jako Fidio